# Ouham-Pendé
 Ouham-Pendé er et af de 20 præfekturer i Den Centralafrikanske Republik med hovedstad i byen Bozoum. Præfekturet har et areal på 18.520 km², og ifølge officielle skøn var befolkningen 254.649 indbyggere i 2024. Før december 2020, hvor en del af territoriet blev opdelt for at oprette præfekturet Lim-Pendé, viste   landets seneste officielle folketælling i 2003, at befolkningen var på 430.506 indbyggere i et område på 32.100 km².

## Inddeling
Ouham-Pendé er inddelt i 4 underpræfekturer:
- Bozoum
- Bocaranga
- Bossemptélé
- Koui

## Geografi
Præfekturet ligger i den nordvestlige del af landet og grænser op til Cameroun mod nordvest, præfekturene Lim-Pendé mod nord, Ouham mod øst, Ombella-Mpoko mod sydøst og Nana-Mambéré mod sydvest.  Centrum af Yadémassivet ligger i præfekturet, som fortsætter videre vestpå ind i Cameroun og sydpå ind i Nana-Mambéré. Det højeste bjerg i Den Centralafrikanske Republik, Mont Ngaoui, ligger på grænsen mellem Ouham-Pendé og Cameroun, nær præfekturets vestligste punkt.